# السوق (القفر)

تعديل مصدري - تعديل

السوق محلة تابعة لقرية الظهرة، التابعة لعزلة بني ساوي بمديرية القفر إحدى مديريات محافظة إب في الجمهورية اليمنية، بلغ تعداد سكانها 57 حسب تعداد اليمن لعام 2004.